# 뒤앙-콰인 논제
뒤앙-콰인 논제(Duhem-Quine thesis)는 어떤 과학적 가설을 그것 자체만으로 실험하여 반증할 수 없다는 논제이다. 모든 가설에는 하나 이상의 배경 가정이 존재하고, 실험 결과가 가설과 어긋났을 때 그 어긋남이 실험 대상인 가설 탓인지 그 아래 층위로 존재하는 하부 가정들 탓인지 우리는 알 수 없다. 때문에 실험을 통해 하나의 과학 이론을 완전히 배제하는 것을 사실상 불가능하다는 것이 이러한 논의의 핵심이다. 이 명칭은 피에르 뒤앙과 윌러드 밴 오먼 콰인의 이름에서 딴 것이다.

## 뒤앙 명제
피에르 뒤앙은 물리학 이론을 연구하는 가운데, 물리학적 관찰은 실험 장치에 대한 이론 등 다양한 보조가설이 필요하기 때문에 물리학 이론만으로 어떤 관찰 예측이 도출될 수 없고, 따라서 그러한 이론은 그 자체로 반증되지 않는다고 했다. 겉보기에 반증된 것처럼 보이는 가설도 보조가설의 아드혹(ad hoc)의 미봉책일 수 있고, 그렇기에 반증은 없다는 것이 뒤앙의 테제이다.
뒤앙은 이것을 물리학 특유의 문제라고 생각했다. 또한 논리적으로 반증이 성립하지 않더라도 물리학자로서 감각이 있다면 관찰이 이론을 반증하는 성격의 것인지 실험 장비 등의 부족 탓인지 알 수 있다고 생각했다. 이것을 "결정실험의 불가능성"이라 한다.

## 콰인 명제
콰인은 뒤앙 테제를 크게 확장했다. 그는 논문 〈경험주의의 두 가지 도그마〉에서 신념의 검증에 대한 전체론을 주장한다. 그에 따르면 인간의 신념체계는 전체적으로 여러 그물코들로 이루어진 하나의 그물망을 이루고 있고, 개별적으로 외부 자극과 상대하는 것(즉 관찰)이 아니라 그물코 전체(그물망)가 상대한다. 그물코 전체에서 이끌어낸 예측과 관찰이 모순되더라도 그물망의 일부 어딘가에 그물코를 수정하여 봉합하면 모순은 해소될 수 있고, 특정 신념 전체를 반증하는 것은 아니다.
뒤앙과 달리 콰인은 이것이 물리학뿐 아니라 모든 신념체계에 적용되는 보편적인 것이라고 생각했고, 과학이론에 대한 상대주의를 의미하는 것으로 생각한 것 같다.

## 명제에 대한 반응
칼 포퍼는 1934년 《탐구의 논리》에서 뒤앙의 논문을 언급하면서 아드혹(ad hoc)을 통해 반증을 도피하는 태도를 비난하고 있다. 논리적으로 반증이 성립하지 않더라도 아드혹을 하지 않는다는 태도를 취함으로써 가설의 반증은 가능하다는 것이다.
토머스 쿤은  패러다임간의 비교가 불가능한 이유 중 하나로 뒤앙-콰인 테제를 언급하고 있다. 패러다임의 비교가 불가능하다는 것은 과학의 합리성에 대한 도전이라고 오독되어 과학에 대한 상대주의가 유행하게 되는 원인을 낳았다.
래리 라우든은 논문 〈미결정성의 탈신비화〉에서 결정부전이 과학의 합리성을 위협한다는 것을 부정했다. 라우든에 따르면 논리적으로 결정 부전은 존재하지만, 관찰과 일관성의 높이 등의 기준에서 합리적인 선택이 가능하다.